# Zinkgruppen
Zinkgruppen kallas gruppen grundämnen i periodiska systemets grupp 12. Zinkgruppen innehåller:
- Zink, Zn
- Kadmium, Cd
- Kvicksilver, Hg
- Copernicium, Cn

Grundämnena i zinkgruppen är metaller i d-blocket, men är inte övergångsmetaller enligt IUPAC:s definition eftersom de har fullt d-skal. De skiljer sig även från andra metaller i d-blocket genom att ha relativt låg smältpunkt (kvicksilver är den enda flytande metallen i rumstemperatur). Metallerna kan bilda många legeringar, till exempel mässing och amalgamer. De antar oftast oxidationstalet +2, men det förekommer också +1, till exempel den relativt stabila Hg22+-jonen. Kadmium och kvicksilver är mycket giftiga, medan zink är viktigt för levande organismer.